# Jorge Antonio Avila
Jorge Antonio Avila (Comodoro Rivadavia, Argentina; 19 de mayo de 1965 a 25 de abril de 2025 es un sindicalista y político argentino del Partido Justicialista. Es Diputado de la Nación Argentina por la Provincia del Chubut desde 2023.

## Biografía
Avila ingresó a la actividad petrolera en 1983, y en 2012 fue nombrado secretario del Sindicato del Petróleo y Gas Privado del sur del Chubut.
En diciembre de 2023, asumió como Diputado de la Nación Argentina por la Provincia del Chubut, en la lista Juntos por el Cambio Chubut. El 13 de diciembre sin embargo, se cambió a la coalición Cambio Federal. Luego el 28 de diciembre de 2023, se incorporó al nuevo bloque Hacemos Coalición Federal.

## Historial electoral
| Año  | Candidatura                      | Partido/Coalición                                 | Elección     | votos  | Porcentaje       | Resultado                |
| ---- | -------------------------------- | ------------------------------------------------- | ------------ | ------ | ---------------- | ------------------------ |
| 2023 | Diputado de la Nación por Chubut | Partido Justicialista/Juntos por el Cambio Chubut | Legislativas | 71.333 | \| \| 23,00 % \| | Electo (1er lugar lista) |
|      | 23,00 %                          |                                                   |              |        |                  |                          |